# Bockkarkopf
Bockkarkopf – szczyt górski w paśmie Alp Algawskich na granicy niemiecko-austriackiej. Wysokość 2609 m n.p.m. – dziewiąty co do wysokości w Alpach Algawskich. Leży między szczytami Wilder Mann i Hochfrottspitze. Przez szczyt przebiega granica między Bawarią a Tyrolem. Na szczyt prowadzi szlak Heilbronner Weg.